# Dítě (film)
Dítě (v originále L'Enfant) je belgický hraný film z roku 2005, který režírovali Jean-Pierre a Luc Dardennovi podle vlastního scénáře. Snímek měl světovou premiéru na filmovém festivalu v Cannes dne 17. května 2005.

## Děj
Na předměstí Lutychu bydlí Sonia a Bruno. Stěží vyjdou s penězi a žijí z Brunových malých podvodů. Sonia právě opouští porodnici s jejich synem Jimmym, ale Bruno prodá jejich dítě překupníkům na černém trhu. Tváří v tvář Soniině bolesti lituje své chyby a koupí dítě zpět s tím, že vrátí peníze. Ale když ho Sonia opustí, jeho dluhy a jeho zločiny ho uvrhnou do zoufalství a zavedou ho přímo do vězení.

## Obsazení
| Jérémie Renier        | Bruno              |
| Déborah François      | Sonia              |
| Jérémie Ségard        | Steve              |
| Fabrizio Rongione     | mladý zločinec     |
| Olivier Gourmet       | policista v civilu |
| Samuel De Ryck        | Thomas             |
| Stéphane Bissot       | překupnice         |
| Jean-Michel Balthazar | barman             |
| Philippe Jeusette     | překupník          |

## Ocenění
- Filmový festival v Cannes: Zlatá palma
- Prix Joseph Plateau: nejlepší film, nejlepší belgický režisér, nejlepší scénář, nejlepší herec (Jérémie Renier), nejlepší herečka (Déborah François)
- Cena André-Cavense Unie filmových kritiků za nejlepší belgický film